# Stanisław Kirkin
Stanisław Kirkin (ur. 4 czerwca 1890 w Peczeniżynie, zm. 31 sierpnia 1968 w Szczecinie) – polski architekt.

## Życiorys
W 1917 ukończył studia na Wydziale Architektury Wyższej Szkoły Przemysłowej w Krakowie. Od 1920 do 1930 pracował w Wydziale Budowlanym Zarządu Miejskiego w Poznaniu. Później, do 1939, prowadził własną pracownię projektową w tym mieście. W latach 1939–1945 zatrudniony był w Dyrekcji Zieleni i Cmentarzy. Od 1945 do 1946 kierował działem planowania Zarządu Miejskiego. Od 1946 do 1949 przewodniczył Biuru Rozbudowy Targów. Następnie wyjechał do Szczecina, gdzie pracował w miejskim biurze urbanistycznym.
Był współtwórcą niezrealizowanego projektu wyburzenia części zabudowy śródmieścia Poznania i połączenia placów Wolności oraz Mickiewicza. Zamierzano stworzyć w ten sposób forum, nawiązujące do planów miast z czasów rzymskich.
Odznaczony: Krzyżem Kawalerskim Orderu Odrodzenia Polski, Złotym Krzyżem Zasługi, Srebrną Odznaką SARP (1964)
Pochowany na cmentarzu Centralnym w Szczecinie, kwatera 21A.

## Dzieła

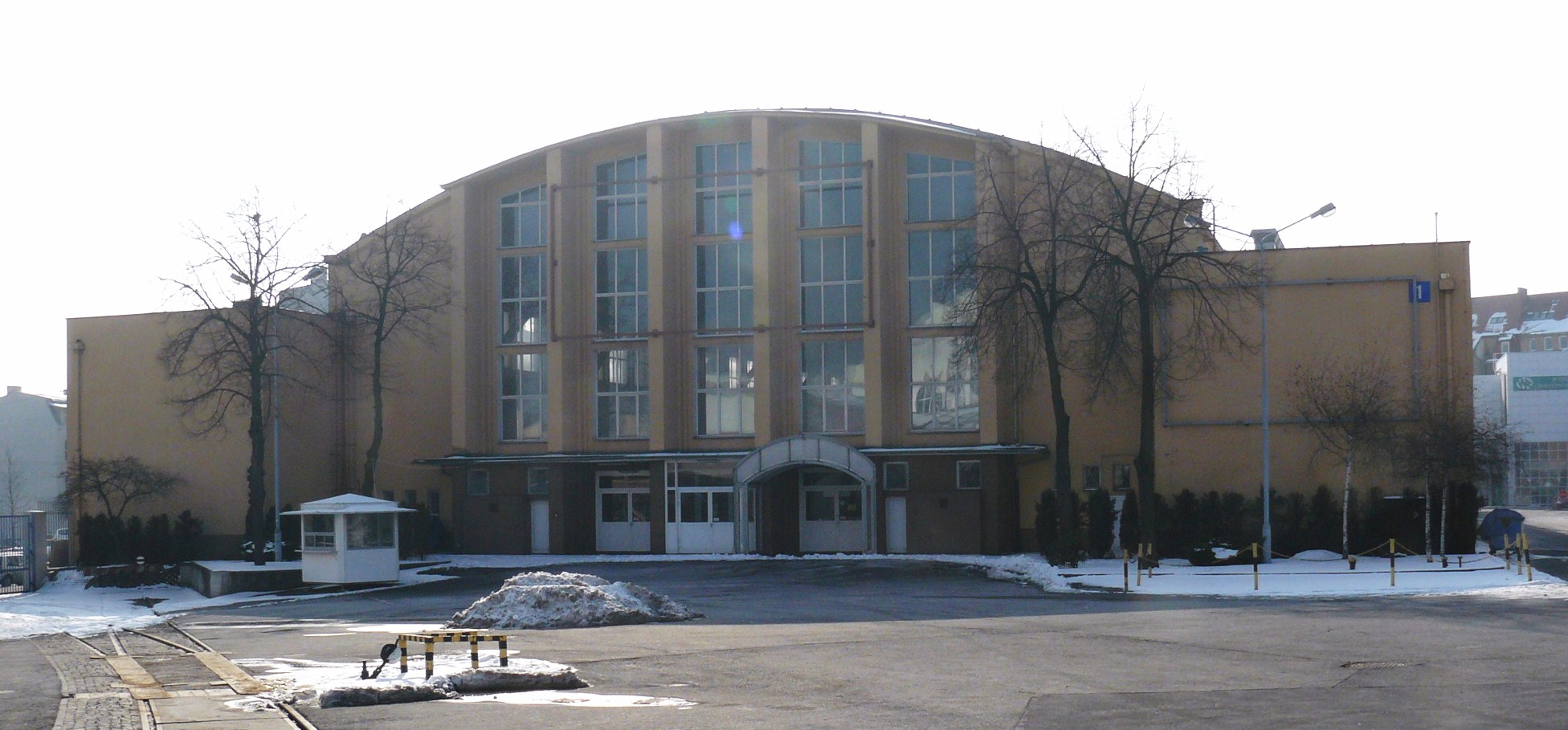
Hala nr 1 MTP

- przebudowa Placu Wolności w Poznaniu (1923, na podstawie materiałów konkursowych),
- domy przy ul. Rolnej i Tokarskiej w Poznaniu (1926-1927, wspólnie z Jerzym Tuszowskim),
- budynek administracyjny, przeładownia i garaże dla spalarni śmieci w Poznaniu przy ulicach Przepadek i Bergera (1927),
- kościół w Bojanowie,
- muszla koncertowa w Lublinie (wspólnie z Jerzym Tuszowskim),
- przebudowa Teatru Wielkiego w Poznaniu na PeWuKę (1929),
- rozbudowa poznańskiej gazowni miejskiej,
- gmach Polskiego Radia w Poznaniu (ul. Bukowska),
- przebudowa Starego ZOO w Poznaniu,
- szkoła na Osiedlu Warszawskim w Poznaniu,
- Hala Przemysłu Ciężkiego MTP - odbudowa po II wojnie światowej,
- Hala nr 1 MTP (1947-1948, wspólnie z Lucjanem Ballenstedtem),
- Pawilon Poczty na MTP,
- park młodzieżowy w Szczecinie[2][5].